# Colegio de abogados
Un colegio de abogados (orden o barra de abogados) es una asociación, organización o entidad de carácter gremial que agrupa a los abogados, para tratar asuntos referentes al ejercicio de su profesión, a la que generalmente se atribuyen funciones de ordenación y disciplina de la actividad profesional. La incorporación de los abogados a los colegios puede resultar obligatoria o voluntaria, dependiente del respectivo ordenamiento jurídico.
Habitualmente, los colegios de abogados se preocupan por representar y defender los intereses del gremio, fomentar la participación de los abogados en el sistema legal mediante su intervención en los procesos de reformas legales, el patrocinio de proyectos de investigación y la regulación de la normativa profesional, especialmente deontológico.
En ocasiones, los colegios de abogados también llevan a cabo la administración de los exámenes reglamentarios, que se exigen a los licenciados en derecho para la admisión al ejercicio de la abogacía.

## Colegios de abogados por país

### Argentina
En Argentina, la entidad que aglutina a los Colegios de Abogados es la Federación Argentina de Colegios de Abogados.

### Bolivia
En Bolivia se carece de un órgano a nivel centralista que unifique todos los colegios de abogados del país. Por contraparte se puede encontrar con la existencia de diversos colegios según la zona geográfica como por ejemplo pueden ser el Colegio de abogados de Santa Cruz, el Colegio de abogados de La Paz, Pando, Beni, Oruro, Potosí, Cochabamba, Tarija o Chuquisaca cuentan también con sus propios colegios de abogados. En estas administraciones se registran los egresados de la carrera universitaria de derecho que quieran ejercer la profesión de abogado, asignándoles su número de colegiado correspondiente. Podemos encontrar otro tipo de organizaciones como AbogadosBolivia que si bien tratan de aunar a la comunidad ejerciente carecen de la potestad de un Colegio de abogados como tal.

### Colombia
En Colombia existen varios colegios de abogados, tales como el Colegio de Abogados de Colombia, el Colegio de Abogados Rosaristas, el Colegio de Abogados Penalistas de Colombia, Colegio Nacional de Abogados "Conalbos", el Colegio Antioqueño de Abogados "Colegas", Colegio de Abogados de Medellín "Codeamed", la Colegiatura de Abogados Litigantes de Cali, el Colegio Colombiano de Juristas, entre otros. Dieciocho de esos colegios, de la mano de la Asociación Colombiana de Facultades de Derecho "Acofade", constituyeron en 2017 el Colegio Profesional de Abogados de Colombia", con pretensión de federar algunos de esos colegios de manera voluntaria.
Actualmente el colegio de abogados más antiguo de la República de Colombia es "Codeamed" (Colegio de Abogados de Medellín), fundado en el año 1926, correspondiendo a un origen centrado en lo académico y en divergencias discursivas con la Universidad de Antioquia y su Facultad de Derecho, que a través de la publicación " Estudios de Derecho", generó resistencias que buscaron la creación de otros puntos de vista con su propia Revista "Derecho", así como el planteamiento de posiciones ante la adminsitración de justicia y los poderes del Estados en pos de la protección del Estado de Derecho y de los intereses de la agremiación jurídica. 
Un origen similar, con motivaciones académicas, de presencia institucional y política han tenido los otros colegios de abogados en la República de Colombia. Esto, debido a que no es obligatoria la colegiatura en dicho país y que para el ejercicio de la profesión de abogado no se requiere estar asociado a alguno de estos colegios, sino la habilitación por el Consejo Superior de la Judicatura, entidad que hace parte de la Rama Judicial del poder públiico y que adelanta pruebas habilitantes para el ejercicio de la profesión.
Tampoco la tradicional función disciplinar o deontológica la adelatan los colegios de abogados en Colombia, entre otras, porque hasta una reciente reforma constitucional correspondía también al Consejo Superior de la Judicatura y porque tras la reforma en que se creó la Comisión Nacional Disciplinaria, si bien se abrió la posibilidad constitucional para que los colegios la adopten, a la fecha no se ha consolidado el marco legal ni una atribución clara de las competencias, por lo cual sigue siendo en un marco de autorregulación que algunos colegios de dicho país disciplinen o aborden problemas de ética profesional. 

### España
En España, el Consejo General de la Abogacía, es el órgano representativo, coordinador y ejecutivo superior de los Colegios de Abogados de España y tiene, a todos los efectos, la condición de corporación de derecho público, con personalidad jurídica propia y plena capacidad para el cumplimiento de sus fines.
El CGAE es el órgano responsable de ordenar el ejercicio profesional de los abogados y velar por el prestigio de la profesión. Existen 83 Colegios de Abogados en España que agrupan en la actualidad a un total de 122.182 abogados ejercientes y 39.786 no ejercientes (datos diciembre de 2009), así como 10 Consejos Autonómicos de Colegios de Abogados.

### México
En México, La Barra Mexicana, Colegio de Abogados (BMA)   es una asociación civil que tiene como propósito facilitar, coordinar, impulsar y promover el trabajo Pro bono entre los abogados de México.
La actividad primordial de esta es la de ofrecer asesoría y orientación legal gratuita a personas de escasos recursos, a efecto de permitirle un mejor acceso a la justicia, dándole al beneficiario información relativa a sus derechos, cómo hacerlos valer y ante qué autoridad.

### Venezuela
En Venezuela, la estructura de los colegios de abogados es robusta y juega un papel crucial en la regulación y representación de los profesionales del derecho. La Federación de Colegios de Abogados de la República Bolivariana de Venezuela es la entidad máxima que agrupa a todos los colegios de abogados del país. Esta federación fue creada el 7 de febrero de 1993 y tiene su sede principal en Caracas. Su creación fue decretada por el presidente Carlos Andrés Pérez y se instaló oficialmente el 21 de agosto del mismo año.